# Alejandra Betancur
Alejandra Betancur (13 de junho de 1987) é uma jogadora de rugby sevens colombiana.

## Carreira
Alejandra Betancur integrou o elenco da Seleção Colombiana Feminina de Rugbi de Sevens, na Rio 2016, que foi 12º colocada, sendo a capitã da equipe.